# 冬季コモンウェルスゲームズ
冬季コモンウェルスゲームズ（とうきコモンウェルスゲームズ、Commonwealth Winter Games）は1962年にスイス・サンモリッツで開かれたコモンウェルスゲームズ冬季大会。2010年にも開催が予定されていた。
1962年大会は、オーストラリア・パースで開かれた夏季大会に付帯したイベントとして扱われた。
1930年の第1回コモンウェルスゲームズ開催80周年を記念して、2010年10月に38年ぶりとなる冬季大会の開催を表明。また、2010年はイギリス連邦のカナダで行われるバンクーバーオリンピックの開催から、参加国が少なくなると予想された。
開催地となるインドのカシミール（グルマーグ）は、過去にインド全国冬季大会の開催地になっていた。ちなみに、その年は夏季コモンウェルスゲームズが同じくインドのデリーで開催された。
しかし、2010年大会は諸事情により開催に至らなかった。